# Триеція
Триеція (або субдіеція; англ. Trioecy) — рідкісна система статей, яка характеризується співіснуванням самців, самок і гермафродитів. Вона була виявлена як у рослин, так і в тварин. Триецію іноді відносять до змішаних систем спаровування разом із андродіецією і гінодіецією.

## Еволюція триеції
Багато хто припускає, що триеція є перехідним станом[первинне джерело] і часто асоціюється з еволюційним переходом від гінодіеції до діеції. Інші дослідження показують, що триеційні популяції пішли від роздільностатевих предків, до яких вторгся мутант-гермафродит, який самозапилювався, утворивши триеційну популяцію. Було припущено, що дуплікація хромосом є важливою частиною еволюції триеції.

### Еволюційна стабільність
Триеція зазвичай розглядається як еволюційно нестабільна, але її точна стабільність неясна. Триеція у видів плечоногих зазвичай переходить у гінодіецію або андродіецію.
В одному дослідженні було встановлено, що триеція може бути стабільною при нуклеоцитоплазмічному визначенні статі. Інший теоретичний аналіз указує на те, що триеція може бути еволюційно стабільно юу видів рослин, якщо значна частина запилювачів варіюється географічно.

## Поширення
Триеція — відносно поширена система статей у рослин. За оцінками, триеція спостерігається приблизно в 3.6 % видів покритонасінних, хоча більшість повідомлень про триецію могли бути неправильно інтерпретовані і переплутані з гінодіецією. Триеція рідкісна, а також погано вивчена у тварин.

### Триеційні види
Помічено, що наступні види мають триеційну систему розмноження:

#### Рослини
- Buddleja sessiliflora
- Buddleja americana
- Coccoloba cereifera[12]
- Garcinia indica[13]
- Fraxinus excelsior[3]
- Mercurialis annua[14]
- Opuntia robusta[15]
- Pachycereus pringlei[15][16]

#### Тварини
- Aiptasia diaphana[17]
- Auanema rhodensis[1][4]
- Auanema freiburgensis[4]
- Hydra viridissima[18]
- Thor manningi[3]
- Semimytilus algosus Pacific mussel[19]